# Théodore Agrippa d'Aubigné
Théodore Agrippa, rytíř d'Aubigné (8. února 1552, Pons – 9. května 1630, Jussy) byl francouzský učenec, vojevůdce, státník a přívrženec kalvinismu. Jeho vnučka Françoise d’Aubigné, madam de Maintenon se provdala za francouzského krále Ludvíka XIV.
Jako potomek staré šlechtické rodiny ovládal několik jazyků a vynikal v oblasti vědy. Učil se u slavného Théodora de Béze, díky čemuž se stal horlivým přívržencem reformace. Připojil se k hugenotské armádě Jindřicha IV. Navarrského, který jej jmenoval maršálem, místodržitelem ostrova Oléron a později guvernérem měst Niort a Maillezais či viceadmirálem. Po smrti krále Jindřicha IV. byl vykázán ode dvora a hrozila mu perzekuce ze strany katolíků, proto se uchýlil do Ženevy. Napsal několik epopejí z dob náboženských válek. Epopej Tragické básně je považována za nejvýznamnější literární dílo francouzského raného baroka.